# Porta Quirinalis
La Porta Quirinalis era una de les portes de la Muralla Serviana, que s'obria entre la Porta Salutaris i la Porta Col·lina. La porta estava situada al turó del Quirinal, just al nord del temple de Quirí.

## Descripció
Prop del lloc on se suposa que hi havia l'antiga porta, sota la Via delle quattro Fontane, s'han descobert restes d'uns graons construïts amb tuf en el sistema d'opus quadratum, que podrien correspondre a l'escala d'accés a la porta.